# Glas Hrvatske
Glas Hrvatske je radio stanica u sklopu HRT-a sa sedištem u Zagrebu

## Ukratko
Radio Stanica "Glas Hrvatske" nastao je iz istoimene jednosatne emisije koja se počela emitovati 1991. godine na kratkim talasima i namenjena je bila Hrvatima u inostranstvu. Od 2000te godine trajanje emisije se povećava na dva sata tada počinje i emitovanje programa na engleskom i španskom. Dvadesetčetveročasovno emitovanje počinje 2003. godine na srednjim talasima za Evropu (Frekvencije nekadšnjeg Radio Zagreba 1134 khz sa predajnika u Zadru, i 774 khz sa Hvara) a na kratkim talasima i satelitu za svet.

### Stare Frekvencije i vreme emitovanja na srednjim i kratkim talasima
- 774 kHz 18:00 do 00:45 Lokalno vreme
- 1134 kHz 18:00 do 00:45 Lokalno vreme
- 3985 kHz 22:30-06:55 Lokalno vreme
- 6165 kHz 07:00-09:55 Lokalno vreme
- 7375 kHz 23:00 - 06:00 UTC
- 9470 kHz 05:00 - 08:00 UTC
- 9830 kHz 10:00-14:55 Lokalno vreme
- 11690 kHz 06:00 - 10:00 UTC

Od 2013. godine prestaje emitovanje programa na kratkim talasima a od 2014.godine i na srednjim talasima a radio se sada moze čuti samo putem satelita i interneta. 
Radio izveštava o aktuelnim dešavanjima u Hrvatskoj i delovanju Hrvata u svetu. Program čine emisije iz vlastite produkcije te produkcije tri nacionalna i 7 regionalnih programa - Dubrovnika, Splita, Osijeka, Pule, Rijeke, Zadra i Radio Sljemena.

## Podaci za praćenje programa preko satelita

### zaEvropu,Severnu AfrikuiBliski istok
- Eutelsat 16 A (orbitalna pozicija 16 stupnjeva istočno)
- Frekvencija 10.721 MHz (transponder A1)
- Polarizacija H (horizontalna)
- FEC ¾
- Symbol rate 27.500kBaud

### zaSevernu Ameriku:
- Satellite: GALAXY 19
- Location: 97° West
- Transponder: 7K
- Modulation: MPEG-4 DVB S
- Symbol Rate:22.000
- Polarity: Vertical
- Frequency: 11.867 MHz
- FEC: ¾
- Encryption: Irdeto II

### zaAustralijuiNovi Zeland:
- Satellite: Optus D2
- Location: 152° East
- Transponder: 5U
- Modulation: MPEG-2 DVB-S
- Symbol Rate: 22.500
- Polarity: Vertical
- Frequency: 12.546 MHz
- FEC: ¾
- Encryption: Irdeto II

## Spoljašnje veze
- Glas Hrvatske
- Stare frekvencije
- Radio uživo [мртва веза]
- Prestanak emitovanja na kratkim i srednjim talasima Архивирано на веб-сајту  (17. мај 2017)